# 이호해수욕장
이호해수욕장은 제주특별자치도 제주시 이호1동에 있는 해수욕장이다. 제주 시내에서 서쪽으로 7km 지점에 있어 도심에서 가장 가까운 해수욕장이다. 백사장 길이는 약 250m, 폭은 120m이며 평균수심은 1.2m 경사도 5도이다.

## 개요
해변은 경사가 완만하여 조수 간만의 차가 심하다. 사질은 검은 색을 띠는 모래와 자갈, 패사 등이 섞여 있으며, 현무암초가 군데군데 노출되어 있고 암석해안이 아름답다. 해수욕장 입구에는 아카시아 숲과 모래사장 뒤편에는 소나무 숲이 있어서 야영하기에는 좋다. 특히, 해수욕장 방파제에서 바라보는 제주 야경과 여름밤의 바다 정취를 느끼기에 좋은 곳이다. 시내에서 가깝고 교통이 편리하여 사람들이 많이 찾는다. 모래무지를 낚는 낚시터로도 유명하며, 최근 들어서는 윈드서핑을 즐기는 곳으로 부상하고 있다. 편의 시설로는 야영장, 전망휴게소, 주차장, 탈의실 등이 갖추어져 있다. 

## 교통
도로는 해수욕장 근처로 2번 국도인 연도로가 동~서로 나 있고, 하귀행의 시내버스를 이용하여 이호해수욕장 정류소에서 내리면 도보로 5분 거리에 있다. 그리고 해수욕장 근처인 서해안로를 이용하면 더욱 더 편리하다.